# Министр обороны США
Министр оборо́ны США (англ. United States Secretary of Defense) — официально принятое в русском языке наименование министерской должности в Кабинете президента США, ответственного за все вопросы в сфере руководства Вооружёнными силами США в мирное и военное время. Является главой Министерства обороны США. Дословно название должности переводится как секретарь по обороне, термины министерство и министр в США не используются (вместо них применяются термины департамент и секретарь соответственно). Назначается президентом с одобрения Сената. По закону министром обороны США не может быть назначен гражданин, в течение семи лет после освобождения от действительной службы в качестве офицера регулярных частей Вооружённых сил США (10-й свод законов США, раздел 113). Министр обороны по иерархии является седьмым человеком в государстве и шестым в порядке наследования полномочий президента.
Эта должность появилась в 1947 году, когда военно-морские силы, армия и недавно созданные военно-воздушные силы были объединены в национальное военное ведомство (National Military Establishment). В результате крупной реорганизации министры армии США (сухопутных сил) (Department of the Army), ВВС (Department of the Air Force) и ВМС (Department of the Navy) перестали являться членами кабинета министров и были подчинены министру обороны.
В 1949 году национальное военное ведомство было переименовано в министерство обороны, это название сохранилось до сих пор.
Внутри вооружённых сил США министра обороны часто называют сокращённо СекДеф (Secretary of Defense — SecDef).
Министр обороны и президент США вместе составляют Уполномоченное национальное командование (National Command Authority — NCA), которое может привести в действие стратегическое ядерное оружие. Всё ядерное вооружение подчиняется правилу двух человек (two-man rule), согласно которому они оба должны приказать привести в действие ядерные силы, чтобы приказ был выполнен.
Министр обороны является главой Министерства обороны. Непосредственно ему подчиняются:
- заместитель министра обороны, заместитель министра обороны по материально-техническому обеспечению (Under Secretary of Defense for Acquisition, Technology, and Logistics),
- заместитель министра обороны (комптроллер/главный финансовый инспектор) (Under Secretary of Defense (Comptroller)),
- глава разведывательного управления, заместитель министра обороны по кадрам и боевой готовности (Under Secretary of Defense for Personnel and Readiness)
- заместитель министра обороны по военно-политическим вопросам (Under Secretary of Defense for Policy). Всех этих заместителей должен утверждать Сенат.

Министру обороны США подчиняются шесть глав Объединенного комитета начальников штабов (Joint Chiefs of Staff), а также он командует девятью объединёнными командирами.
С 25 января 2025 года должность министра обороны занимает Пит Хегсет, выдвинутый президентом Дональдом Трампом и утвержденный Сенатом США.

## Министры обороны США
| #    | Изображение | Имя                   | Штат              | Период           | Период           | Президент, во время которого занимал(а) должность |
| #    | Изображение | Имя                   | Штат              | Начало           | Конец            | Президент, во время которого занимал(а) должность |
| ---- | ----------- | --------------------- | ----------------- | ---------------- | ---------------- | ------------------------------------------------- |
| 1    |             | Джеймс Форрестол      | Нью-Йорк          | 17 сентября 1947 | 28 марта 1949    | Гарри Трумэн                                      |
| 2    |             | Луис Артур Джонсон    | Западная Виргиния | 28 марта 1949    | 19 сентября 1950 | Гарри Трумэн                                      |
| 3    |             | Джордж Маршалл        | Пенсильвания      | 21 сентября 1950 | 12 сентября 1951 | Гарри Трумэн                                      |
| 4    |             | Роберт Ловетт         | Нью-Йорк          | 17 сентября 1951 | 20 января 1953   | Гарри Трумэн                                      |
| 5    |             | Чарлз Уилсон          | Мичиган           | 28 января 1953   | 8 октября 1957   | Дуайт Эйзенхауэр                                  |
| 6    |             | Нил Макэлрой          | Огайо             | 9 октября 1957   | 1 декабря 1959   | Дуайт Эйзенхауэр                                  |
| 7    |             | Томас Гейтс           | Пенсильвания      | 2 декабря 1959   | 20 января 1961   | Дуайт Эйзенхауэр                                  |
| 8    |             | Роберт Макнамара      | Мичиган           | 21 января 1961   | 29 февраля 1968  | Джон Кеннеди, Линдон Джонсон                      |
| 9    |             | Кларк Клиффорд        | Мэриленд          | 1 марта 1968     | 20 января 1969   | Линдон Джонсон                                    |
| 10   |             | Мелвин Лэйрд          | Висконсин         | 22 января 1969   | 29 января 1973   | Ричард Никсон                                     |
| 11   |             | Элиот Ричардсон       | Массачусетс       | 30 января 1973   | 24 мая 1973      | Ричард Никсон                                     |
| и.о. |             | Билл Клементс         | Техас             | 24 мая 1973      | 2 июля 1973      | Ричард Никсон                                     |
| 12   |             | Джеймс Шлезингер      | Виргиния          | 2 июля 1973      | 19 ноября 1975   | Ричард Никсон, Джеральд Форд                      |
| 13   |             | Дональд Рамсфелд      | Иллинойс          | 20 ноября 1975   | 20 января 1977   | Джеральд Форд                                     |
| 14   |             | Гарольд Браун         | Калифорния        | 20 января 1977   | 20 января 1981   | Джимми Картер                                     |
| 15   |             | Каспар Уайнбергер     | Калифорния        | 21 января 1981   | 23 ноября 1987   | Рональд Рейган                                    |
| 16   |             | Фрэнк Карлучи         | Виргиния          | 23 ноября 1987   | 20 января 1989   | Рональд Рейган                                    |
| и.о. |             | Уильям Говард Тафт IV | Огайо             | 20 января 1989   | 21 марта 1989    | Джордж Буш — старший                              |
| 17   |             | Ричард Чейни          | Вайоминг          | 21 марта 1989    | 20 января 1993   | Джордж Буш — старший                              |
| 18   |             | Лес Эспин             | Висконсин         | 20 января 1993   | 3 февраля 1994   | Билл Клинтон                                      |
| 19   |             | Уильям Перри          | Пенсильвания      | 3 февраля 1994   | 24 января 1997   | Билл Клинтон                                      |
| 20   |             | Уильям Коэн           | Мэн               | 24 января 1997   | 20 января 2001   | Билл Клинтон                                      |
| 21   |             | Дональд Рамсфелд      | Иллинойс          | 20 января 2001   | 18 декабря 2006  | Джордж Буш — младший                              |
| 22   |             | Роберт Гейтс          | Техас             | 18 декабря 2006  | 30 июня 2011     | Джордж Буш — младший, Барак Обама                 |
| 23   |             | Леон Панетта          | Калифорния        | 1 июля 2011      | 26 февраля 2013  | Барак Обама                                       |
| 24   |             | Чак Хэйгел            | Небраска          | 27 февраля 2013  | 17 февраля 2015  | Барак Обама                                       |
| 25   |             | Эштон Картер          | Массачусетс       | 17 февраля 2015  | 20 января 2017   | Барак Обама                                       |
| 26   |             | Джеймс Мэттис         | Вашингтон         | 20 января 2017   | 1 января 2019    | Дональд Трамп                                     |
| и.о. |             | Патрик Шанахан        | Вашингтон         | 1 января 2019    | 23 июня 2019     | Дональд Трамп                                     |
| и.о. |             | Марк Эспер            | Виргиния          | 24 июня 2019     | 15 июля 2019     | Дональд Трамп                                     |
| и.о. |             | Ричард Вон Спенсер    | Вайоминг          | 15 июля 2019     | 23 июля 2019     | Дональд Трамп                                     |
| 27   |             | Марк Эспер            | Виргиния          | 23 июля 2019     | 9 ноября 2020    | Дональд Трамп                                     |
| и.о. |             | Кристофер Миллер      | Айова             | 9 ноября 2020    | 20 января 2021   | Дональд Трамп                                     |
| и.о. |             | Дэвид Норквист        | Массачусетс       | 20 января 2021   | 22 января 2021   | Джо Байден                                        |
| 28   |             | Ллойд Остин           | Джорджия          | 22 января 2021   | 20 января 2025   | Джо Байден                                        |
| и.о. |             | Роберт Сейлсес        |                   | 20 января 2025   | 25 января 2025   | Дональд Трамп                                     |
| 29   |             | Пит Хегсет            | Теннесси          | 25 января 2025   | н. в.            | Дональд Трамп                                     |

## Порядок преемственности
Приказом от 22 декабря 2005 года президент США Джордж Уокер Буш изменил порядок преемственности в министерстве обороны, приведя его к следующему виду:
1. заместитель министра обороны;
2. заместитель министра обороны по вопросам разведки;
3. заместитель министра обороны по военно-политическим вопросам;
4. заместитель министра обороны по материально-техническому обеспечению;
5. государственный секретарь армии США;
6. государственный секретарь военно-морских сил США;
7. государственный секретарь военно-воздушных сил США;
8. заместитель министра обороны по кадрам и боевой готовности и заместитель министра обороны (контролер/главный финансовый инспектор);
9. помощник заместителя министра обороны по материально-техническому обеспечению, помощник заместителя министра обороны по военно-политическим вопросам и помощник заместителя министра обороны по кадрам и боевой готовности;
10. генеральный консультант министерства обороны, помощник министра обороны и начальник отдела эксплуатационных испытаний и оценки;
11. помощник заместителя министра обороны по вопросам логистики и материальной готовности и начальник управления научно-исследовательскими и опытно-конструкторскими работами министерства обороны (Director of Defense Research and Engineering);
12. заместители командующих сухопутных, военно-воздушных, военно-морских войск;
13. помощники и генеральные консультанты командующих сухопутных, военно-воздушных, военно-морских войск.